# Neunkirch
Pour l’article homonyme, voir Neunkirch-lès-Sarreguemines.
Cet article possède un paronyme, voir Neunkirchen.
Neunkirch est une commune suisse du canton de Schaffhouse.

## Géographie
Selon l'Office fédéral de la statistique, Neunkirch mesure 17,92 km2.

Vue aérienne par Walter Mittelholzer (1923).

## Démographie
Selon l'Office fédéral de la statistique, Neunkirch compte 1 790 habitants en 2008. Sa densité de population atteint 99 hab./km2.
Le graphique suivant résume l'évolution de la population de Neunkirch entre 1850 et 2008 :